# Anchee Min

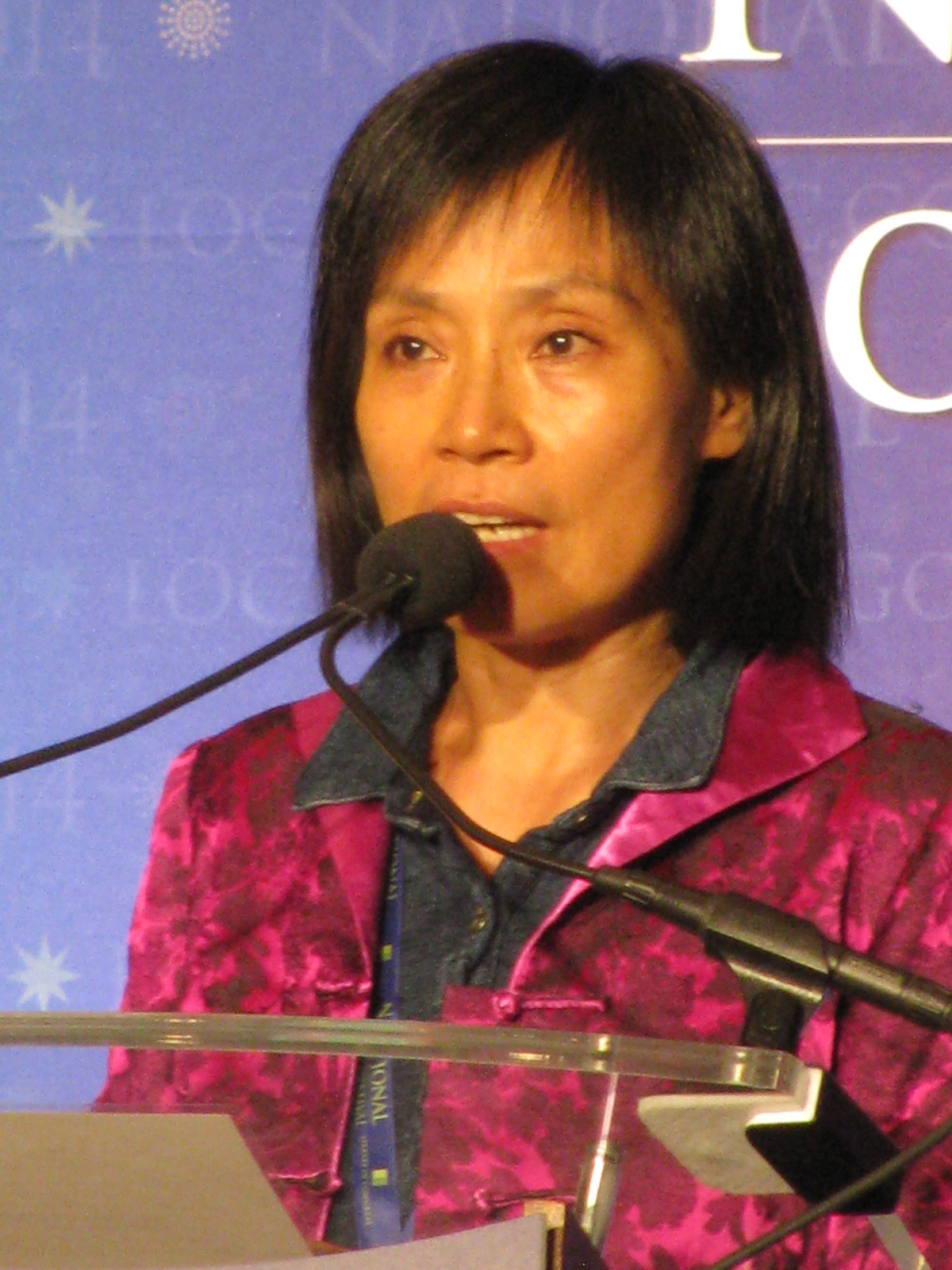
Anchee Min (2014)

Anchee Min (* 14. Januar 1957 in Shanghai als Mín Ānqí, chin. 閔安琪) ist eine in englischer Sprache schreibende chinesisch-amerikanische Schriftstellerin.

## Leben und Werk
Min kam als Tochter eines Lehrerehepaares in Shanghai zur Welt. 1974 wurde sie zum Arbeitseinsatz in ein landwirtschaftliches Kollektiv am Rande des Ostchinesischen Meeres (Red Fire Farm) verschickt. Sie verließ das Lager, nachdem sie dort 1976 von Talentscouts als Filmdarstellerin entdeckt wurde. Min sollte in der Filmadaption einer politischen Oper von (Mao Zedongs Ehefrau) Jiang Qing, Rote Azalee, mitwirken. Nach Maos Tod im September 1976 fiel seine Witwe jedoch in Ungnade und das Filmprodukt wurde fallengelassen. Min blieb sechs Jahre lang als Schreibkraft in dem Studio.
Mit Hilfe von Joan Chen, die sie auf der Schauspielschule kennengelernt hatte, gelangte Min 1984 in die Vereinigten Staaten von Amerika, wo sie sich mit Gelegenheitsjobs durchschlug, Englisch zu lernen begann und sich als Studentin am School of the Art Institute of Chicago einschrieb. Ihren Abschluss erwarb sie 1991. Eine Erzählung über die Red Fire Farm, die sie für ihre Schreibklasse verfasste, wurde im Frühjahr 1992 in der bekannten britischen Literaturzeitschrift Granta veröffentlicht. Diese Erzählung wurde Ausgangspunkt für Mins Autobiografie Rote Azalee (1994), die eine Abrechnung mit der Kulturrevolution war und von der Kritik enthusiastisch aufgenommen wurde.
1995 folgte Mins erster Roman, Katherine (Land meines Herzens), die Geschichte einer amerikanischen Lehrerin, die in China Englisch unterrichtet und an ihrer Dissertation arbeitet; zuerst erfolgreich, scheitert sie zuletzt spektakulär. In dieser Geschichte prallen die Kulturen aufeinander, und Min nutzt diese Konfrontation für ein Porträt des modernen China. In ihrem 1999 erschienenen zweiten Roman, Becoming Madame Mao (Madame Mao), zeichnet Min die Persönlichkeit und das Leben von Maos Ehefrau Jiang Qing nach, die als Mitglied der Viererbande eine treibende Kraft hinter der Kulturrevolution und eine der meistgehassten Persönlichkeiten des Landes war. Wild Ginger (Wilder Ingwer), 2002, erzählt die Geschichte einer jungen Frau, die in der Zeit der Kulturrevolution verzweifelt um soziale Anerkennung ringt und sich die repressive Parteilinie darum nach und nach zu eigen macht. In ihren nächsten Romanen Empress Orchid und dem Fortsetzungsband The Last Empress (Die Kaiserin auf dem Drachenthron 2004; Die letzte Kaiserin 2007) wendet Min sich einem zurückliegenden Kapitel der chinesischen Geschichte zu und erzählt die Geschichte der einflussreichen und oft verleumdeten Kaiserinwitwe Cixi (1835‒1908). Im Zentrum von Mins jüngsten Roman, Pearl of China (2010), steht die Schriftstellerin Pearl S. Buck.
Min war drei Jahre lang mit dem Maler Qigu Jiang verheiratet und hat von ihm eine Tochter. Derzeit ist sie mit dem Schriftsteller Lloyd Lofthouse verheiratet und lebt in San Francisco.

## Arbeiten

### Autobiografie
- 1994: Rote Azalee (Red Azalea), Autobiografie

### Romane
- 1995: Land meines Herzens (Katherine)
- 2001: Madame Mao (Becoming Madame Mao)
- 2002: Wilder Ingwer (Wild Ginger)
- 2004: Die Kaiserin auf dem Drachenthron (Empress Orchid)
- 2007: Die letzte Kaiserin (The Last Empress)
- 2010: Pearl of China
- 2013: The Cooked Seed

## Auszeichnungen
- 1993: Carl Sandburg Literary Award, für Rote Azalee
- 1994: New York Times: Notable Book of the Year, für Rote Azalee